# Duwai jezik
Duwai jezik (ISO 639-3: dbp; istočni bade, evji), afrazijski jezik zapadnočadske skupine kojim govori oko 11 400 ljudi (2000) u nigerijskim državama Yobe (LGA Bade) i Kano (LGA Hadejia).
Pripadnici naroda Duwai nemaju posebnog političkog ili trgovačkog središta gdje se govori njihov jezik, ali neki od njih žive po gradićima Gangawa, Rinakunu, Gadine i Cirawa, a najistočniji je Dadigar.
Jezik pripada užoj skupini B.1. bade-ngizim (5),  i podskupini duwai, čiji je jedini predstavnik.Gotovo svi Duwai su muslimani.

## Vanjske poveznice
- Ethnologue (14th)
- Ethnologue (15th)